# Stepi
Stepi (również Kalnaine, dawniej Luteri) − wieś w novadsie Valka, w pagastsie Zvārtava. Znajduje się w południowo-zachodniej części parafii Stepupe. Oddalona jest o 36 km od miasta Valka i o 165 km od stolicy kraju, Rygi. Przebiega tutaj autostrada P23.
Za czasów ZSRR funkcjonowała jako kołchoz Kalnājs. W miejscowości znajdują się: sklep spożywczy, poczta i biblioteka.